# Hymenorchis
Hymenorchis је род скривеносеменица, из породице орхидеја Orchidaceae. Преклом из Малезија, Индонезија, Филипини, Нова Гвинеја и Нова Каледонија.

## Врсте
Врсте признате до јуна 2014:
1. Hymenorchis brassii Ormerod - Папуа Нова Гвинеја
2. Hymenorchis caulina Schltr. - Нова Гвинеја
3. Hymenorchis foliosa Schltr. - Нова Гвинеја
4. Hymenorchis glomeroides J.J.Sm. - Нова Гвинеја
5. Hymenorchis javanica (Teijsm. & Binn.) Schltr. - Pahang, Јава
6. Hymenorchis kaniensis Schltr. - Нова Гвинеја
7. Hymenorchis nannodes Schltr. - Нова Гвинеја
8. Hymenorchis saccata Schltr.  - Нова Гвинеја
9. Hymenorchis serrata Schltr.  - Нова Гвинеја
10. Hymenorchis serrulata (N.Hallé) Garay - Нова Каледонија
11. Hymenorchis tanii Schuit. & de Vogel - Папуа Нова Гвинеја
12. Hymenorchis vanoverberghii (Ames) Garay - Филипини